# Vally von Rüxleben
Vally Baronin von Rüxleben, geborene von Wolden (* 2. Februar 1864 in Grünberg, Kreis Dramburg; † 18. Januar 1941 in Dresden) war eine deutsche Schriftstellerin.

## Leben
Sie stammte aus der pommerschen uradligen Familie von Wolden und war die Tochter eines Rittergutsbesitzers. 1885 heiratete sie einen Baron von Rüxleben. Ihr Ehemann starb 1890. Als Witwe lebte sie bis 1902 in Köslin, dann in Berlin-Wilmersdorf und schließlich in Dresden. 
Sie veröffentlichte als Schriftstellerin Gedichte und Erzählungen, teils unter dem Pseudonym „Hans Carmer“.  

## Werke (Auswahl)
- Licht und Schatten. 1893.
- Und es ward Licht. Erzählungen. Bahn, Schwerin in Mecklenburg 1914.
- Tropfen aus der Ewigkeit. Neue Lieder. Evangelische Buchhandlung P. Ott, Gotha 1921.